# 붉은 나무 딸기
붉은 나무 딸기(Kalina krasnaya, The Red Snowball Tree)는 러시아(구 소련)에서 제작된 바실리 슉쉰 감독의 1974년 드라마 영화이다. 리디야 페도시바-슉시나 등이 주연으로 출연하였다.

## 출연

### 주연
- 리디야 페도시바-슉시나
- 바실리 슉쉰
- 이반 리조프